# Coilodera nobilis
Coilodera nobilis är en skalbaggsart som beskrevs av Ernst Gustav Kraatz 1894. Coilodera nobilis ingår i släktet Coilodera och familjen Cetoniidae. Inga underarter finns listade i Catalogue of Life.